# Bauernwehr
La Bauernwehr (aussi appelée ensuite Grüne Front puis Grüne Wehr) est une milice paramilitaire créée par l'Union paysanne pour l'Autriche (Landbund). Créée en 1930, elle fut dissoute en 1934 après la tentative de putsch de Juillet′.

## Histoire

### Création
La Bauernwehr de Styrie fut fondée le 14 décembre 1929, et devint une organisation fédérale le 17 janvier 1930. Franz Bachinger (de) fut son premier Reichskommandant mais fut remplacé ensuite par Franz Maier (de). La Bauernwehr se présentait comme une milice paramilitaire sur le modèle de la Heimwehr dont la vocation était de défendre les intérêts de la paysannerie anticléricale. De ce fait, elle s'opposa notamment aux ambitions de la Heimwehr et aux chrétiens sociaux qui soutenaient cette dernière. Elle reprochait notamment à la Heimwehr de reprendre les structures de domination féodales avec une hiérarchie d'ordres′.

### Grüne Front
En 1932 la Bauernwehr changea son nom en Grüne Front. Elle ne connut cependant qu'un faible développement, du fait de la concurrence de la Heimwehr. Ses principaux bastions furent la Carinthie et la Haute-Autriche. Il manquait cependant à cette organisation une hiérarchie stable et des financement suffisants pour armer les différents volontaires qui étaient recrutées en grande parti parmi les populations paysannes les plus pauvres.

### Grüne Wehret dissolution
Le 17 septembre 1933 le Grüne Front organisa une manifestation importante, organisée par le Nationalständischen Front hérité du Landbund. Près de 12 000 hommes y participèrent. Cependant le Grüne Front perdit vite en importance politique à mesure que le parti qui le soutenait, le Landbund, perdait en importance politique. Les volontaires de la Bauernbund n'était estimé par le ministre de l'intérieur autrichien qu'au nombre de 3 000 en décembre 1933.
Le 12 mai 1934 elle se donna le nouveau nom de Grüne Wehr. Quelques semaines après, disparaissait le Landbund, qui avait déjà perdu toute fonction politique en septembre 1933. Les membres du Landbund s'orientèrent dès lors soit dans une résistance en faveur du parlementarisme, soit dans une défense des intérêts du national-socialisme autrichien. Ce furent massivement les tenants de cette seconde possibilité qui intégrèrent la Grüne Wehr.
Les membres de la Grüne Wehr prirent part au putsch de Juillet avec les nationaux-socialistes de la Heimwehr. L'échec de ce putsch signa la disparition de la Grüne Wehr par arrêté gouvernemental′.